# Henry Louis Champy
Pour les articles homonymes, voir Champy.
Henry Jean Louis Champy, né le 23 février 1846 à Clamart (Hauts-de-Seine) et mort le 11 août 1902 à Paris 3e, est un communard français, soldat de la Garde nationale.

## Biographie
Ouvrier coutelier, il est membre du 203e bataillon de la Garde nationale pendant le siège de Paris par les Allemands (septembre 1870-mars 1871). Sous la Commune, il est élu au Conseil de la Commune par le Xe arrondissement, il fait partie de la Commission des Subsistances. Après la Semaine sanglante, il est condamné par le  3e conseil de guerre à la déportation dans la presqu'île Ducos en Nouvelle-Calédonie.
Après l'amnistie de 1880, il revient en France, reprend son métier et devient le président de la « Solidarité des proscrits de 1871 » qui deviendra l'association des amis de la Commune de Paris. Il adhère au Parti ouvrier socialiste révolutionnaire de Jean Allemane. À sa mort, il exerçait la profession de bijoutier.

### Notices biographiques
- Jules Clère, Les hommes de la Commune : Biographie complète de tous ses membres, Paris, Libraire-éditeur É. Dentu, 1871, 195 p. (lire en ligne sur Gallica), p. 49
- Paul Delion, Les membres de la Commune et du Comité central, Paris, A. Lemerre éditeur, août 1871, 446 p. (lire en ligne sur Gallica), p. 49
- Bernard Noël, Dictionnaire de la Commune, Coaraze, L'Amourier éditions, coll. « Bio », avril 2021 (1re éd. 1971), 799 p. (ISBN 978-2-36418-060-4, ISSN 2259-6976, présentation en ligne), p. 144-145
- « Notice « Champy Henry, Louis » », sur maitron.fr, Le Maitron, dictionnaire bibliographique du mouvement ouvrier et du mouvement social, Association Les Amis du Maitron (consulté le 6 août 2021)
  - « Notice « Champy [Commune de Paris] » », Le Maitron (consulté le 6 août 2021)